# Sandhammarens fyr
Sandhammarens fyr är en fyr som står i sydostligaste hörnet av Skåne. Den bestod ursprungligen av två som tändes första gången 1862. Den norra fyren släcktes 1891 men stod kvar till 1904. Den södra är fortfarande igång. Fyren är statligt byggnadsminne sedan den 14 december 1978.
Behovet av en fyr på Sandhammaren hade funnits länge. Men det stora problemet var grundförhållandena, den lösa sanden. Praktiskt taget alla fyrtorn var byggda av sten och därmed mycket tunga och inte möjliga att uppföra på lös sand. Lösningen var en ny konstruktion av Gustav von Heidenstam bestående av långa skruvpålar som bar upp ett fackverk av järn. Grundläggningsprincipen användes första gången för två fyrar på Gotska Sandön 1859. Samma år anslog riksdagen pengar till två fyrar på Sandhammaren med samma grundläggningsteknik men av annat utförande, de två första så kallade Heidenstammarna. Orsaken till att två fyrar byggdes var att man ville undvika förväxling med fyrarna på Hammers Udde och Christiansø. Fyrarna tillverkades vid Hälleforsnäs bruk.

## Historia
Fyrarna på Sandhammaren tändes första gången den 10 oktober 1862. Året förut hade personalbostäderna byggts. Fyrarna var utrustade med rovoljelampor som gav ett fast vitt sken i en sektor av 300 grader. Rovoljelamporna byttes 1887 ut mot fotogenlampor. År 1891 byttes linssystemet i den södra fyren ut mot en roterande linsapparat som gav en blink var femte sekund, samma karaktär som den har än i dag. Linsapparatens urverk drevs med ett 140 kg tungt lod. Samtidigt med denna ändring blev den norra fyren överflödig och släcktes samma år. Den stod dock kvar till 1904 då den demonterades, förlängdes med två bottensektioner och återuppfördes på Pite-Rönnskär.
Som en av de första fyrarna i landet fick Sandhammaren 1895 en mistsignalanordning. Samma år fick man en gammal mynningsladdad mörsare som signalkanon. Som första fyr i Sverige fick man 1902 luxljus i fyren. Fyren har i olika etapper från och med 1971 automatiserats. Den siste fyrvaktaren lämnade Sandhammaren 1979. Fyren fjärrmanövreras numera från Norrköping.
Från 2009 finns en förening som har till uppgift att värna om Sandhammarens fyrområde. Dess främsta uppgifter är att tillvarata dokumentation, sprida kunskap om fyrarna och bevara området så nära ursprunget som möjligt.

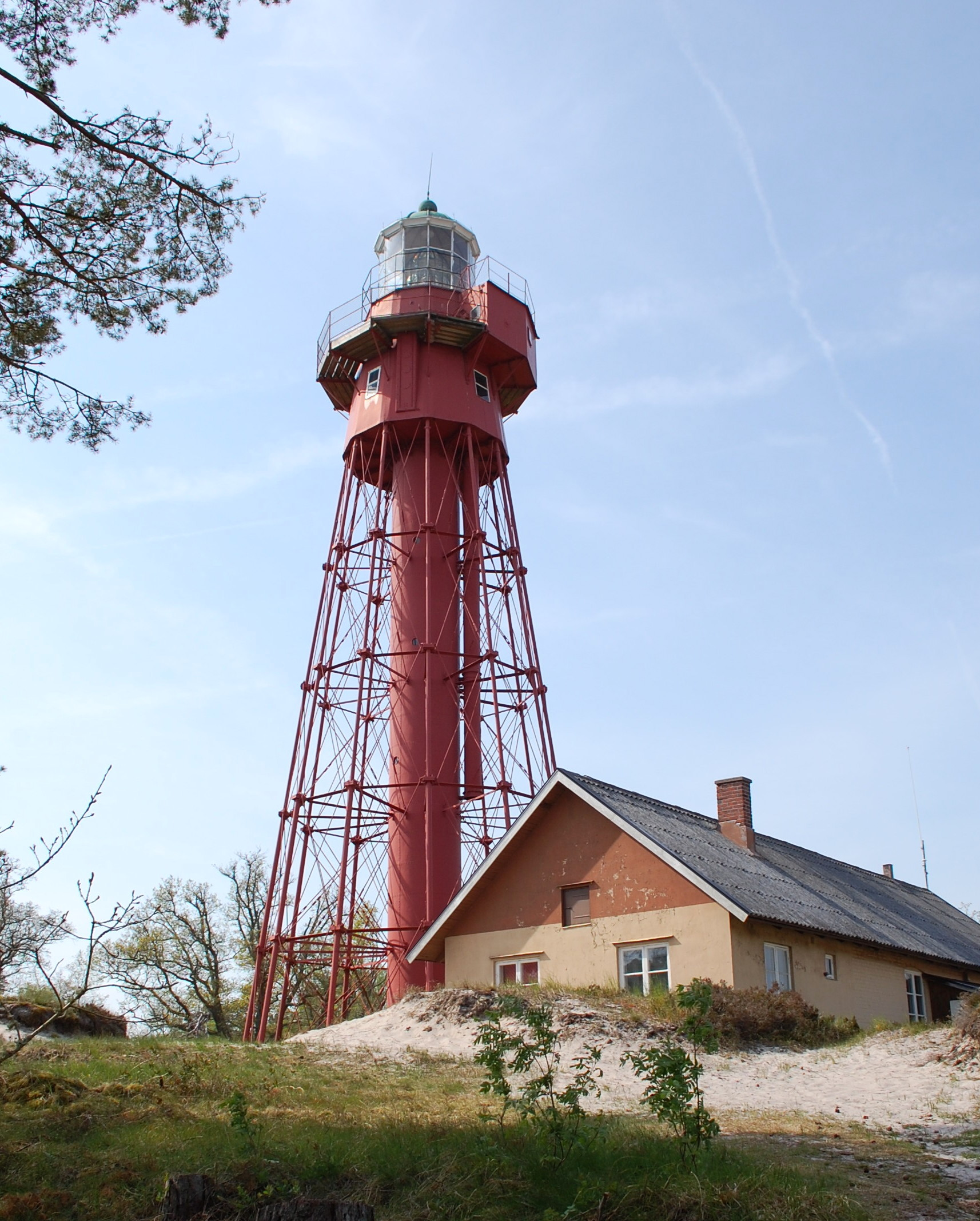
Sandhammarens fyr 2012.
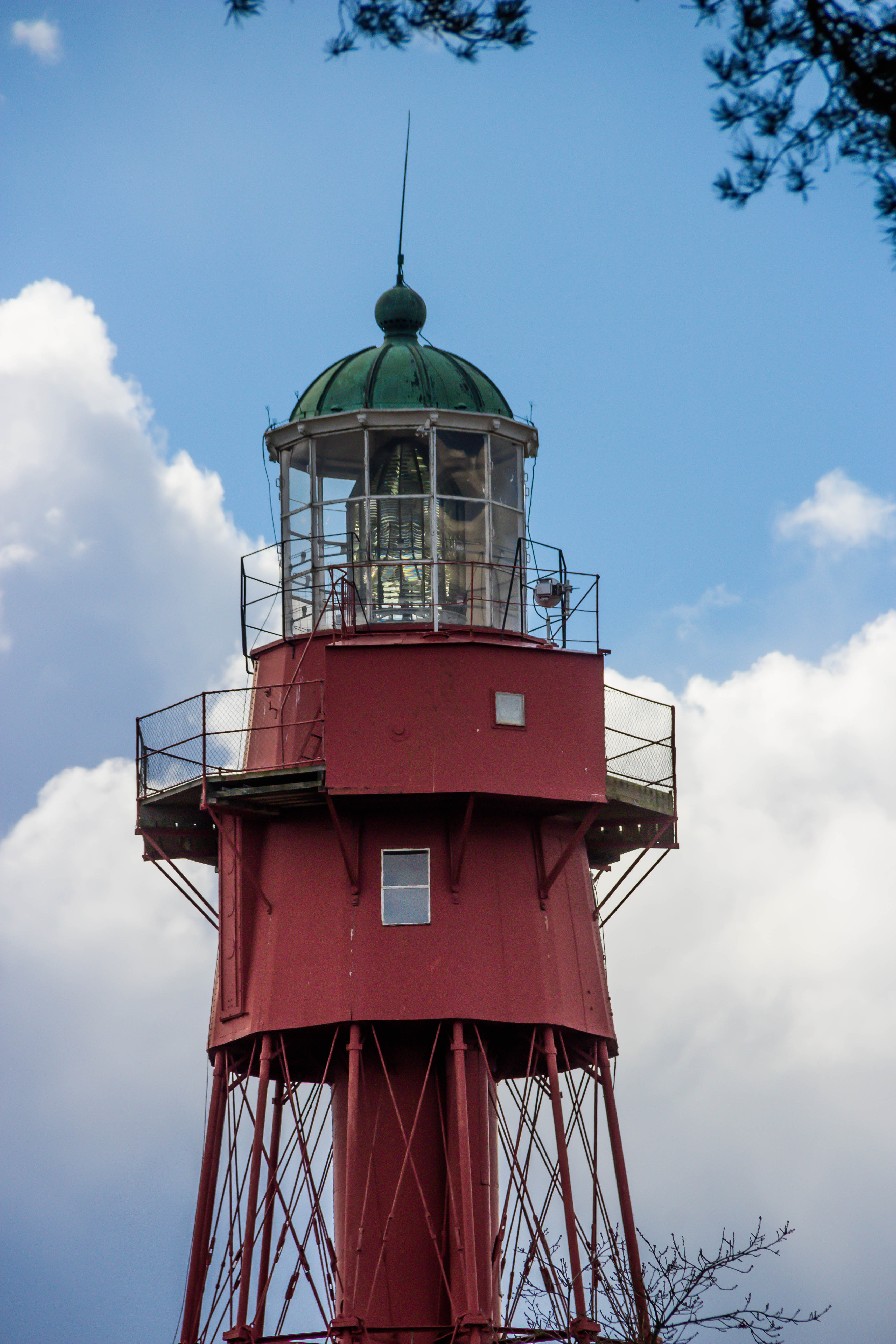
Sandhammarens fyr 2015.